# 니아살랜드
니아살랜드(Nyasaland) 또는 니아살랜드 보호령(Nyasaland Protectorate)은 1907년부터 1964년까지 현재의 말라위에 해당하는 지역에 있었던 영국의 보호령이다.
1907년 7월 6일에 영국령 중앙아프리카 보호령이 해체되면서 설립되었다. 1915년 1월에는 존 칠렘브웨(John Chilembwe)가 영국의 식민 통치에 반대하는 반란을 일으켰다. 칠렘브웨의 반란은 니아살랜드에서 아프리카인 차별 반대 여론을 촉진시켰다. 1930년대부터는 아프리카의 엘리트 계층이 정치 활동을 전개했으며 1944년에는 니아살랜드 아프리카 회의(Nyasaland African Congress)가 설립되었다.
1953년부터 1963년까지는 북로디지아(현재의 잠비아), 남로디지아(현재의 짐바브웨)와 함께 로디지아 니아살랜드 연방을 형성했다. 1964년 7월 6일에 말라위가 영국으로부터 독립하면서 소멸되었다.

## 같이 보기
- 로디지아 니아살랜드 연방